# Nakala (village)
Nakala est une commune rurale située dans le département de Péni de la province du Houet dans la région des Hauts-Bassins au Burkina Faso.

## Éducation et santé
Le centre de soins le plus proche de Nakala est le centre de santé et de promotion sociale (CSPS) de Péni.

## Divers
- Nakala est un entrepôt de données français pour les données de la recherche en Lettre et Sciences humaines.